# Сельское хозяйство в Кентукки
Кентукки — один из сельскохозяйственных штатов США. В 2012 году объем производства сельскохозяйственной продукции составил 5 млрд долларов, из которых чуть менее половины приходилось на сельскохозяйственные культуры. В штате выращивают кукурузу, соевые бобы, сено, пшеницу и табак. Исторически в Кентукки выращивали на продажу коноплю. Также в штате производится бурбон и вино.

## Плодородные районы штата
Лучшие плодородные земли штата находятся в регионе Блюграсс, где почвы богаты известняком. С ним граничит холмистый регион (Нобс), с крутым рельефом и бедными почвами, где ведение сельского хозяйства затруднено. Также к наиболее пригодным для сельского хозяйства районам относится Пеннирайл на западе штата.

## Роль сельского хозяйства в экономике Кентукки
Доля сельского хозяйства в общей структуре занятости составляет примерно 0,7%. Объём сельскохозяйственной продукции в ВВП штата составляет около 2%. Со временем этот показатель сокращался: так, в 1963 году на долю сельского хозяйства приходилось около 5% ВВП штата.
По состоянию на 2007 год в штате было 85 260 ферм; к 2012 году это число снизилось до 77 064. В 2013 году средняя рыночная стоимость сельскохозяйственной продукции на ферму в Кентукки составила 65 755 долларов.

## Сельскохозяйственная продукция
Наибольшую долю доходов в сельском хозяйстве штата обеспечивают птицеводство (22% прогнозируемых продаж на 2015 год), коневодство (16%), разведение крупного рогатого скота (16%). В растениеводстве наибольшую роль играют соевые бобы (13%) и кукуруза (13%). Свиноводство, производство молочной продукции, табака, разведение коз и овощеводство также распространены, но менее прибыльны.
К середине XIX века ведущей сельскохозяйственной культурой был табак. Объём его производства в 1840 году составлял свыше 24 тысяч тонн, а в 1860 – почти 49 тысяч тонн. Максимального объема производство табака достигло в 1982 году – 267 тысяч тонн. Однако "новый курс" Рузвельта, Закон о регулировании сельского хозяйства 1933 года и распространение (начиная с 1970-х годов) информации о негативном воздействии табака на здоровье  привели к устойчивому снижению объемов производства табака. Одновременно с этим в штате начало активно развиваться птицеводство, которое сейчас занимает лидирующую позицию. Если в 1990 году общий объем доходов от птицеводства (включая яичное и мясное птицеводство) составлял лишь 1% всех сельскохозяйственных доходов в Кентукки, то в 2012 доля доходов составляла уже 18,6%. В то же время доля табака в структуре доходов снижалась с 23,8% в 1990 до 18,6% в 2000 и наконец до 7,3% в 2012. Тем не менее, Кентукки продолжает занимать второе место в стране по выращиванию табака.
Кентукки занимает первое место в США по разведению лошадей. В 2012 году коневодческая отрасль внесла в экономику штата 3 млрд долларов и создала 40 665 рабочих мест. Также крупной отраслью является разведение крупного рогатого скота — оборот в этой отрасли составляет миллиарды долларов в год. 

## Министерство сельского хозяйства
Министерство сельского хозяйства Кентукки отвечает за регулирование и развитие сельского хозяйства в штате.

## Цитируемые работы
- Томас Д. Кларк, «Сельское хозяйство» в Энциклопедии Кентукки (под ред. Джона Э. Клебера: Университетское издательство Кентукки, 1992).
- Деннис Л. Спец, «География» в Энциклопедии Кентукки (под ред. Джона Э. Клебера: Университетское издательство Кентукки, 1992).

## Внешние ссылки
- Официальный сайт Министерства сельского хозяйства Кентукки